# هوجو سادایوکی
هوجو سادایوکی (انگلیسی: Hōjō Sadayuki؛ ۱۳۰۲ – ۴ ژوئیه ۱۳۳۳) بوشی در دوره هی‌آن اهل ژاپن بود.
فرمانده نظامی خاندان کانازاوا-ریو هوجو در پایان دوره کاماکورا بود. همچنین یک نظریه وجود دارد که او هفدهمین شیکن شوگون‌سالاری کاماکورا بود. او پسر ارشد هوجو ساداآکی، پانزدهمین شیکن شوگون‌سالاری کاماکورا بود. مادر او دختر هوجو توکیمورا است. او را کانازاوا سادایوکی نیز می‌نامند.